# NGC 3633
NGC 3633 في الفهرس العام الجديد، هي مجرة، تقع في كوكبة الأسد. اكتشفت في 23 مارس 1887 بواسطة لويس سويفت.

## روابط خارجية
- NGC 3633 على موقع ويكي سكاي: DSS2, SDSS, GALEX, IRAS, Hydrogen α, X-Ray, Astrophoto, Sky Map, Articles and images